# Atletica leggera alla XVI Universiade
Le gare di atletica leggera alla XVI Universiade si sono svolte al Don Valley Stadium di Sheffield, nel Regno Unito, dal 4 al 25 luglio 1991.

## Risultati

### Uomini
| Specialità | Oro                                                             | Prestazione | Argento                                                                   | Prestazione | Bronzo                                                                      | Prestazione |
| 100 metri | Michael Bates                                                   | 10"17       | Boris Goins                                                               | 10"34       | Steve Gookey                                                                | 10"39       |
| 200 metri | Jon Drummond                                                    | 20"58       | Daniel Phillip                                                            | 20"69       | Patrick Stevens                                                             | 20"99       |
| 400 metri | Patrick O'Connor                                                | 45"52       | Benyounès Lahlou                                                          | 45"55       | Marlin Cannon                                                               | 45"78       |
| 800 metri | Giuseppe D'Urso                                                 | 1'46"82     | Dean Kenneally Curtis Robb                                                | 1'46"88     |                                                                             |             |
| 1 500 metri | Niall Bruton                                                    | 3'50"69     | Davide Tirelli                                                            | 3'50"79     | Juan Viudes                                                                 | 3'51"22     |
| 5 000 metri | John Mayock                                                     | 13'39"25    | David Evans Peter Sherry                                                  | 13'39"31    |                                                                             |             |
| 10 000 metri | Stephan Freigang                                                | 28'15"84    | Ryuki Takei                                                               | 28'17"02    | Joseph Otwori                                                               | 28'18"91    |
| 110 metri ostacoli | Elbert Ellis                                                    | 13"83       | Jerry Roney                                                               | 13"83       | Dmitriy Buldov                                                              | 13"85       |
| 400 metri ostacoli | Derrick Adkins                                                  | 49"01       | Yoshihiko Saito                                                           | 50"02       | Oleg Tverdokhleb                                                            | 50"09       |
| 3 000 metri siepi | Shaun Creighton                                                 | 8'32"30     | Akira Nakamura                                                            | 8'33"50     | Gavin Gaynor                                                                | 8'34"21     |
| 4×100 metri | Stati Uniti Jon Drummond Boris Goins Michael Bates James Trapp  | 39"10       | Sierra Leone Joselyn Thomas Horace Dove-Edwin Benjamin Grant Sanusi Turay | 39"88       | Belgio David Branle Jeroen Fischer Stefaan Allemeersch Patrick Stevens      | 40"05       |
| 4×400 metri | Stati Uniti Chuck Wilson Marlin Cannon Brian Irvin Gabriel Luke | 3'03"65     | Giamaica Linval Laird Evon Clarke Howard Davis Patrick O'Connor           | 3'05"93     | Italia Marcello Pantone Gianrico Boncompagni Riccardo Cardone Vito Petrella | 3'07"54     |
| Maratona | Hwang Young-Jo                                                  | 2'12'40     | Kenjiru Jitsui                                                            | 2'14'22     | Choi Hyong-Chol                                                             | 2'17'45     |
| Marcia 20 km | Robert Korzeniowski                                             | 1'24'37     | Jaime Barroso                                                             | 1'25'01     | Arturo Di Mezza                                                             | 1'25'09     |
| Salto in alto | Hollis Conway                                                   | 2,37 m      | Arturo Ortíz                                                              | 2,31 m      | Yuriy Sergiyenko                                                            | 2,25 m      |
| Salto con l'asta | István Bagyula                                                  | 5,80 m      | Bill Payne                                                                | 5,60 m      | Pëtr Bоčkаrëv                                                               | 5,60 m      |
| Salto in lungo | Alan Turner                                                     | 8,18 m (w)  | George Ogbeide                                                            | 8,08 m      | Bogdan Tudor                                                                | 8,01 m      |
| Salto triplo | Brian Wellman                                                   | 17,07 m     | Chen Yanping                                                              | 16,97 m     | Wu Lijun                                                                    | 16,72 m (w) |
| Getto del peso | Aleksandr Klimenko                                              | 19,35 m     | Matt Simson                                                               | 19,07 m     | Jordan Reynolds                                                             | 19,01 m     |
| Lancio del disco | Adewale Olukoju                                                 | 61,48 m     | Anthony Washington                                                        | 61,46 m     | Alexis Elizalde                                                             | 59,04 m     |
| Lancio del martello | Ken Flax                                                        | 76,46 m     | Valeriy Gubkin                                                            | 76,28 m     | Heinz Weis                                                                  | 75,62 m     |
| Lancio del giavellotto | Steve Backley                                                   | 87,42 m     | Vladimir Ovchinnikov                                                      | 80,60 m     | Knut Hempel                                                                 | 77,90 m     |
| Decathlon | Steve Fritz                                                     | 7874 pts    | Kris Szabadhegy                                                           | 7719 pts    | Anthony Brannen                                                             | 7656 pts    |
| record mondiale; record mondiale stagionale; record africano; record asiatico; record europeo; record nord-centroamericano e caraibico; record sudamericano; record oceaniano; record delle Universiadi; record nazionale; record personale; record personale stagionale. |                                                                 |             |                                                                           |             |                                                                             |             |

### Donne
| Specialità | Oro                                                                 | Prestazione | Argento                                                                      | Prestazione | Bronzo                                                                | Prestazione |
| 100 metri | Chryste Gaines                                                      | 11"56       | Anita Howard                                                                 | 11"57       | Sølvi Olsen                                                           | 11"61       |
| 200 metri | Wang Huei-Chen                                                      | 23"22       | Sølvi Olsen                                                                  | 23"41       | Michelle Collins                                                      | 23"47       |
| 400 metri | Maicel Malone                                                       | 50"65       | Gretha Tromp                                                                 | 52"06       | Galina Moskvina                                                       | 52"34       |
| 800 metri | Inna Yevseyeva                                                      | 1'59"80     | Gabi Lesch                                                                   | 2'00"97     | Jasmin Jones                                                          | 2'02"00     |
| 1 500 metri | Sonia O'Sullivan                                                    | 4'12"14     | Iulia Besliu                                                                 | 4'12"24     | Qu Yunxia                                                             | 4'12"43     |
| 3 000 metri | Iulia Besliu                                                        | 8'55"42     | Sonia O'Sullivan                                                             | 8'56"35     | Zita Ágoston                                                          | 9'01"09     |
| 10 000 metri | Anne Marie Letko                                                    | 32'36"87    | Suzana Ciric                                                                 | 32'37"94    | Olga Nazarkina                                                        | 32'40"83    |
| 100 metri ostacoli | Marina Azyabina                                                     | 12"95       | Mary Cobb                                                                    | 13"19       | Keri Maddox                                                           | 13"32       |
| 400 metri ostacoli | Gretha Tromp                                                        | 55"30       | Nicoleta Carutasu                                                            | 56"07       | Anna Chuprina                                                         | 56"74       |
| 4×100 metri | Stati Uniti Andrea James Tamela Saldana Chryste Gaines Anita Howard | 44"45       | Regno Unito Rachel Kirby Louise Stuart Melanie Neef Christine Bloomfield     | 44"97       | Italia Annarita Balzani Laura Galligani Cristina Picchi Lara Sinico   | 45"24       |
| 4×400 metri | Stati Uniti Keisha Demas Tasha Downing Teri Smith Maicel Malone     | 3'27"93     | Unione Sovietica Yelena Golesheva Inna Yevseyeva Galina Moskvina Anna Knoroz | 3'29"64     | Polonia Barbara Grzywocz Agata Sadurska Monika Warnicka Sylwia Pachut | 3'35"03     |
| Maratona | Miyako Iwai                                                         | 2'36'27     | Kim Yen-Ku                                                                   | 2'37'58     | Mariya Doskoch                                                        | 2'38'48     |
| Marcia 10 km | Sari Essayah                                                        | 44'04       | Chen Yueling                                                                 | 44'33       | Annarita Sidoti                                                       | 45'10       |
| Salto in alto | Alison Inverarity                                                   | 1,92 m      | Svetlana Lavrova                                                             | 1,92 m      | Tisha Waller                                                          | 1,90 m      |
| Salto in lungo | Inessa Kravets                                                      | 6,87 m      | Fiona May                                                                    | 6,67 m      | Yelena Khlopotnova                                                    | 6,66 m (w)  |
| Salto triplo | Li Huirong                                                          | 14,20 m     | Yelena Semiraz                                                               | 13,75 m     | Li Jing                                                               | 13,63 m (w) |
| Getto del peso | Svetlana Krivelyova                                                 | 19,62 m     | Zhou Tianhua                                                                 | 19,23 m     | Agnes Deselaers                                                       | 17,32 m     |
| Lancio del disco | Xiao Yanling                                                        | 64,36 m     | Qiu Qiaoping                                                                 | 62,40 m     | Antonina Patoka                                                       | 62,22 m     |
| Lancio del giavellotto | Tatyana Shikolenko                                                  | 63,56 m     | Isel López                                                                   | 62,32 m     | Paula Berry                                                           | 58,28 m     |
| Eptathlon | Birgit Clarius                                                      | 6419 pts    | Urszula Wlodarczyk                                                           | 6319 pts    | Maria Kamrowska                                                       | 6279 pts    |
| record mondiale; record mondiale stagionale; record africano; record asiatico; record europeo; record nord-centroamericano e caraibico; record sudamericano; record oceaniano; record delle Universiadi; record nazionale; record personale; record personale stagionale. |                                                                     |             |                                                                              |             |                                                                       |             |

## Medagliere
| #      | Nazione          | Oro | Argento | Bronzo | Totale |
| ------ | ---------------- | --- | ------- | ------ | ------ |
| 1      | Stati Uniti      | 15  | 8       | 8      | 31     |
| 2      | Unione Sovietica | 6   | 5       | 10     | 21     |
| 3      | Cina             | 2   | 4       | 3      | 9      |
| 3      | Regno Unito      | 2   | 4       | 3      | 9      |
| 5      | Australia        | 2   | 2       | 0      | 4      |
| 6      | Germania         | 2   | 1       | 3      | 6      |
| 7      | Irlanda          | 2   | 1       | 0      | 3      |
| 8      | Giappone         | 1   | 4       | 0      | 5      |
| 9      | Romania          | 1   | 2       | 1      | 4      |
| 10     | Nigeria          | 1   | 2       | 0      | 3      |
| 11     | Italia           | 1   | 1       | 4      | 6      |
| 12     | Polonia          | 1   | 1       | 2      | 4      |
| 13     | Giamaica         | 1   | 1       | 0      | 2      |
| 13     | Paesi Bassi      | 1   | 1       | 0      | 2      |
| 13     | Corea del Sud    | 1   | 1       | 0      | 2      |
| 16     | Ungheria         | 1   | 0       | 1      | 2      |
| 17     | Bermuda          | 1   | 0       | 0      | 1      |
| 17     | Taipei Cinese    | 1   | 0       | 0      | 1      |
| 17     | Finlandia        | 1   | 0       | 0      | 1      |
| 20     | Spagna           | 0   | 2       | 1      | 3      |
| 21     | Cuba             | 0   | 1       | 1      | 2      |
| 21     | Norvegia         | 0   | 1       | 1      | 2      |
| 23     | Marocco          | 0   | 1       | 0      | 1      |
| 23     | Sierra Leone     | 0   | 1       | 0      | 1      |
| 23     | Jugoslavia       | 0   | 1       | 0      | 1      |
| 26     | Belgio           | 0   | 0       | 2      | 2      |
| 27     | Kenya            | 0   | 0       | 1      | 1      |
| 27     | Corea del Nord   | 0   | 0       | 1      | 1      |
| Totale |                  |     |         |        |        |